# 1195

## Esdeveniments
Països Catalans
- El comte de Foix ataca la Seu d'Urgell[1]
- 19 de juliol, prop de Ciudad Real: Batalla d'Alarcos entre les tropes del Regne de Castella d'Alfons VIII de Castella i les de l'Imperi almohade comandades per Abu Yahya ibn Abi Hafs amb derrota cristiana.

Resta del món
- Lieja, Principat de Lieja, redescoberta del carbó com combustible per les monjos de l'abadia de Val-Dieu i inici d'una indústria d'extracció que va perdurar fins al tancament de la darrera mina a Blegny el 1980

## Naixements
Països Catalans
Resta del món

## Necrològiques
Països Catalans
Resta del món
- abadia de Hohenburgː Herrada de Landsberg, monja alsaciana, escriptora enciclopèdica i il·lustradora, autora de la primera enciclopèdia feta per una dona.[2]
- 2 d'agost: Enric el Lleó, Duc de Saxònia i Baviera (n. 1129)